# (32591) 2001 QV134
2001 QV134 (asteroide 32591) é um asteroide da cintura principal. Possui uma excentricidade de 0.07307120 e uma inclinação de 8.77316º.
Este asteroide foi descoberto no dia 22 de agosto de 2001 por LINEAR em Socorro.